# دیوید لاین
دیوید لاین (انگلیسی: David Lyon؛ ‏ ۱۶ مهٔ ۱۹۴۱ – ۷ ژوئن ۲۰۱۳) بازیگر اهل بریتانیا بود. وی بین سال‌های ۱۹۷۵ تا ۲۰۱۱ میلادی فعالیت می‌کرد.
از فیلم‌ها یا برنامه‌های تلویزیونی که وی در آن نقش داشته‌است می‌توان به خانه پوشالی، شهر هالبی، آدمکشان میدسامر، شاهد خاموش، پوآرو اشاره کرد.